# Maria Walewska

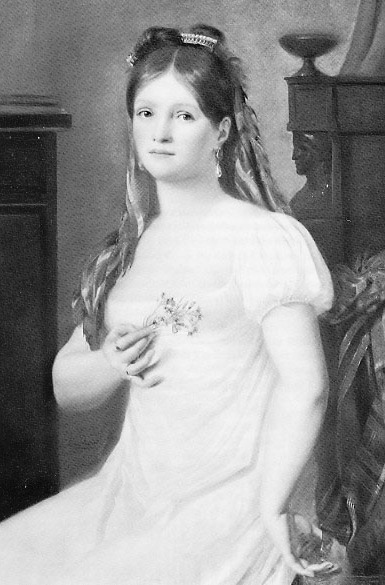
Maria Walewska

Maria Walewska (Brodne bij Łowicz, 7 december 1786 – Parijs, 11 december 1817) was een Poolse gravin en een minnares van keizer Napoleon Bonaparte. In haar laatste jaren trouwde ze met graaf Philippe Antoine d'Ornano, een invloedrijke napoleontische officier.

## Jongere jaren
Walewska was een kind van rijke adel. Haar vader, een rijke landeigenaar, overleed voordat ze was geboren. Haar moeder behoorde tot de rijke Zoborowski-familie. Haar ouders hadden nog zes kinderen. In het ouderlijk huis waar ze opgroeide kreeg ze les van Nicolas Chopin, de vader van componist Frédéric Chopin.
Toen ze 18 werd en als gevolg van de moeilijke economische situatie van het gezin, dwong haar moeder haar om te trouwen met graaf Anastase Colonna Walewski; zeer rijk en vijftig jaar ouder dan zij. Hij was ooit kamerheer geweest van de laatste Poolse koning, Stanislaus August Poniatowski. Het echtpaar vestigde zich in het huis van de graaf in Warschau. Ze kregen in 1805 een zoon, Antoni Rudolf Bazyli Colonna-Walewski. Historici beweren dat dit echter een buitenechtelijk kind is; ze zou al zwanger zijn geweest toen ze in het huwelijk trad.

## Napoleon

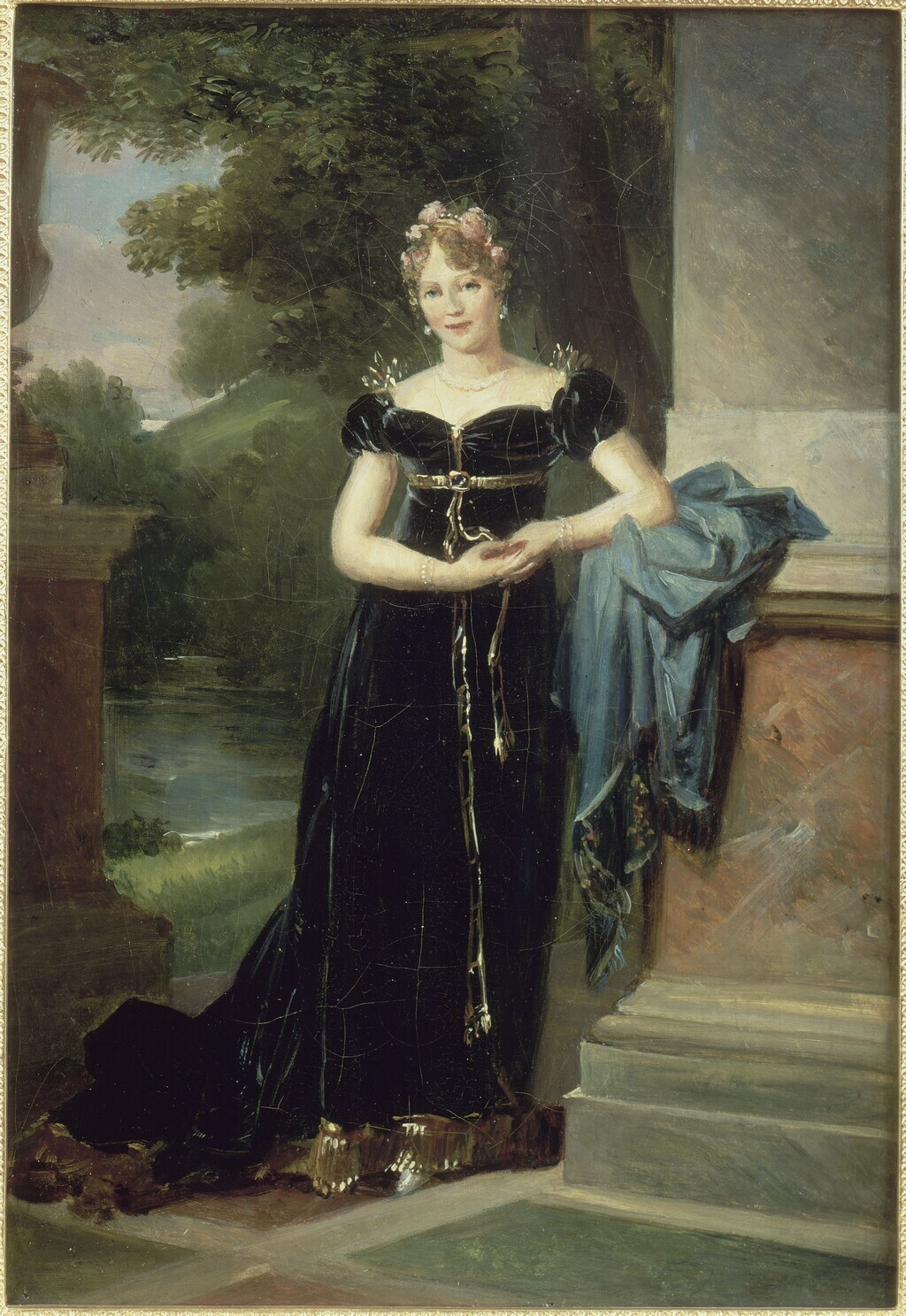
Maria Walewska (1812)

Walewska ontmoette Napoleon Bonaparte voor het eerst in 1806 in Błonie, of in Jabłonna. Ze sprak daar kort met hem, maar later nodigde hij haar uit in Warschau, mogelijk met de bedoeling met haar een affaire te beginnen. Napoleon zou eens gezegd hebben dat ‘alle Poolse vrouwen schitterend zijn’. In haar eigen memoires beschrijft ze dat ze naar het Bal in Warschau was gegaan, doordat ze overtuigd werd door grootmaarschalk Duroc en een aantal Poolse aristocraten. Die hoopten dat de keizer voor haar Polen zou steunen in de onafhankelijkheidsstrijd tegen Pruisen.
Napoleon zelf zei, volgens de memoires van Montolon, dat hij Walewska voor het eerst zag op het bal van zijn minister Talleyrand in Warschau op 17 januari 1807.
Walewska was aanvankelijk terughoudend om Napoleons minnares te worden, maar ze was overtuigd door, zoals ze zelf beschrijft, zuiver patriottische redenen.
"Het offer was volbracht. Het ging allemaal om het nu oogsten van het fruit, om deze gelijkwaardigheid te bereiken [Napoleon te overtuigen om de Poolse onafhankelijkheidsbeweging te ondersteunen]. Dat voer ik aan als excuus voor mijn verlaagde positie. Dit was de gedachte die mij bezat. Doordat ik mijn wil beheerste, werd ik niet verpletterd door het gewicht van mijn slechte geweten en verdriet."
De affaire werd aanvankelijk geheim gehouden, maar raakte in de hogere kringen van Warschau algemeen bekend. De relatie vorderde toen Napoleon verhuisde naar zijn hoofdkwartier in Schloss Finckenstein in West-Pruisen (nu: Kamieniec Suski, Polen). Walewska volgde hem en verhuisde naar zijn aanpalende appartement. Ze vond de geheimhouding uiterst belangrijk en weigerde om gezamenlijk met Napoleon uit het huis te vertrekken. In 1809 volgde ze Napoleon tijdens zijn reis naar Wenen, waar ze woonde in een huis in de buurt van Schloss Schönbrunn, Napoleons verblijf.
Tijdens het verblijf in Wenen werd ze zwanger en keerde terug naar Walewice om in 1810 te bevallen van haar tweede zoon, Alexandre Joseph. Hij was duidelijk een zoon van Napoleon maar hij werd erkend door de oude graaf Athenasius. Alexandre Joseph droeg ook diens naam: Graaf Alexandre Colonna-Walewski. In 1810 keerde Napoleon terug naar Parijs, waar hij al snel werd vergezeld door Walewska. Ze vestigde zich in een pand in de Rue de Montmorency en kreeg een bedrag van 120.000 frank en de toestemming om alle keizerlijke musea te bezoeken. De relatie met Napoleon eindigde echter, want voor de keizer was ze slechts een pleziertje en bewees ze dat hij een kind kon verwekken, wat aanleiding werd voor diens scheiding van Joséphine de Beauharnais.
Napoleon was van plan om van De Beauharnais te scheiden en te trouwen met een vrouw uit de familie van de Russische tsaar of met Marie Louise van Oostenrijk (een politiek huwelijk). Het onderhouden van een relatie met een andere vrouw tijdens de moeizame onderhandelingen met Oostenrijk over een huwelijk met de dochter van de Oostenrijkse keizer was politiek ondenkbaar. Maria en haar zoon waren in de toekomst volledig vrijgesteld van kosten, door toekenning van grote landerijen in het Koninkrijk Napels.

## Latere jaren en haar dood
Ze scheidde in augustus 1812 van haar man (die overleed op 18 januari 1815) en in 1814 reisden Walewska en haar zoon Alexander naar Elba, waar Napoleon naartoe verbannen was. Tijdens de Honderd Dagen voegde zij zich ook weer bij hem.
In 1816 trouwde Walewska met haar bewonderaar en minnaar Philippe Antoine d'Ornano, graaf d'Ornano. Ze woonden in het Verenigd Koninkrijk der Nederlanden, in Luik. D'Ornano wilde niet naar Parijs terugkeren vanwege zijn pro-napoleontische gezindheid. In 1817 beviel Walewska van hun zoon, Rodolphe-Auguste. Ze overleed kort daarna als gevolg van een langdurige nierziekte. Voor haar dood voltooide ze haar memoires, die waren gericht aan haar man. Op verzoek van haar Poolse familieleden werd haar lichaam opgegraven van de begraafplaats Cimetière du Père-Lachaise in Parijs en naar het familiegraf in de crypte Kiernozia overgebracht. Haar hart werd geplaatst in de crypte van de d'Ornano-familie in Parijs.
- Biblioteca Nacional de España: XX843213
- Bibliothèque nationale de France: cb126496097 (data)
- Gemeinsame Normdatei: 118628712
- International Standard Name Identifier: 0000 0001 1592 292X
- Library of Congress Control Number: n79145308
- Nationale Bibliotheek van Tsjechië: pag2007388168
- Nationale Bibliotheek van Israël: 987007269607705171
- Nationale Bibliotheek van Polen: a0000001196478
- Nederlandse Thesaurus van Auteursnamen: 125707835
- Système universitaire de documentation: 148789501
- Virtual International Authority File: 8180649
- WorldCat: E39PBJd8dJjM6jMYwgthmRHgrq